# Synoicum laboutei.
Synoicum laboutei. är en sjöpungsart som beskrevs av Monniot, F. och Monniot, C. 2006. Synoicum laboutei. ingår i släktet Synoicum och familjen klumpsjöpungar. Inga underarter finns listade i Catalogue of Life.